# Platops
Platops är ett släkte av mångfotingar. Platops ingår i familjen Abacionidae.
Kladogram enligt Catalogue of Life:
| Platops | \| \| Platops rugulosus \| \| \| \| \| \| Platops xanthinus \| \| \| \| |
|         | \| \| Platops rugulosus \| \| \| \| \| \| Platops xanthinus \| \| \| \| |
|         | Abacion                                                                 |
|         |                                                                         |
|         | Delophon                                                                |
|         |                                                                         |
|         | Spirostrephon                                                           |
|         |                                                                         |
|         | Tetracion                                                               |
|         |                                                                         |
|         | Platops rugulosus                                                       |
|         |                                                                         |
|         | Platops xanthinus                                                       |
|         |                                                                         |

|  | Platops rugulosus |
|  |                   |
|  | Platops xanthinus |
|  |                   |